# ブライアン・ブランチ
ブライアン・アマニ・ブランチ（Brian Amani Branch, 2001年10月22日 - ）は、アメリカ合衆国ジョージア州ファイエットビル出身のプロアメリカンフットボール選手。NFLのデトロイト・ライオンズに所属している。ポジションはセイフティ。

## 経歴

### カレッジ
アラバマ大学では1年目の2020年シーズンから主力として活躍し、27タックル、7つのパスディフレクション、1つのインターセプトを記録。チームはCFPナショナルチャンピオンシップで優勝した。
2021年シーズンは55タックル、1サック、9つのパスディフレクションを記録した。
2022年シーズンは90タックル、3サック、2つのインターセプトを記録し、オールアメリカファーストチーム、オールSECファーストチームに選出された。シーズン終了後、2023年のNFLドラフトにアーリーエントリーした。

### デトロイト・ライオンズ
| 5 ft 11+5⁄8 in (182 cm) | 190 lb (86 kg) | 30+3⁄4 in (78 cm) | 9+1⁄2 in (24 cm) | 4.58 s | 1.56 s | 2.64 s | 4.45 s | 37.5 in (95 cm) | 10 ft 5 in (3.18 m) | 14 回 |
| Sources:                |                |                   |                  |        |        |        |        |                 |                     |       |

ドラフト全体45位でデトロイト・ライオンズから指名され、その後ルーキー契約を結んだ。